# Bartłomiej Tylicki
Bartłomiej Tylicki herbu Lubicz (zm. 10 lipca 1609 roku) – kasztelan brzeskokujawski w latach 1605-1609, starosta rogoziński, starosta człuchowski w latach 1599–1609.
Jako senator wziął udział w sejmie zwyczajnym 1607 roku.